# هاينريش كوهل
هاينريش كوهل (بالإنجليزية: Heinrich Kuhl)‏ (و. 1797 – 1821 م) هو عالم نبات، وكاتب، وعالم حيواني، وعالم طيور، وعالم طبيعي، وعالم حشرات من الإمبراطورية الرومانية المقدسة . ولد في هاناو .
وكان عضو في الأكاديمية الألمانية للعلوم ليوبولدينا . 
توفي في بوكور ، عن عمر يناهز 24 عاماً.